# Маленька переможна війна

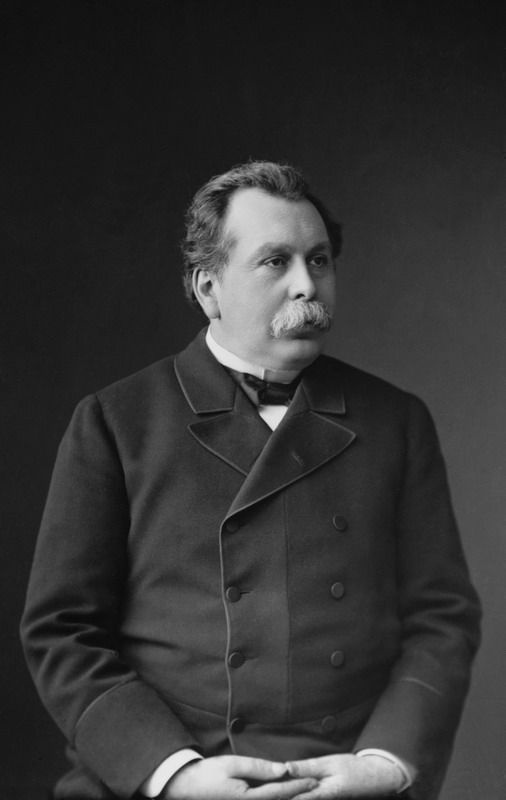
В'ячеслав Костянтинович Плеве

Маленька переможна війна — афористична назва для війни, основна мета якої — відвернути увагу населення країни від внутрішніх проблем, викликати у суспільстві патріотичну істерію і через це підвищити громадську підтримку діючої влади, позиції якої похитнулися.
Висловлення традиційно приписується міністрові внутрішніх справ уряду Російської імперії В'ячеславу фон Плеве, якій немовби сказав напередодні Російсько-японської війни: «Цій країні потрібна маленька переможна війна, щоб запобігти революції». Сучасні дослідження доводять, що насправді цей поголос про фон Плеве був розповсюджений його політичним противником Сергієм Вітте.
Частіше за все[джерело не вказане 501 день] такий епітет застосовують з приводу Фолклендської війни, яку у 1982 році розпочав з метою укріплення своєї влади, яка зазнавала великої небезпеки, військовий диктатор Аргентини Леопольдо Гальтієрі. Аргентина програла ту війну, і режим Галтьєрі був повалений. Цікаво, що уряд Маргарет Тетчер, який у той час також мав великі проблеми із суспільною підтримкою, внаслідок воєнної перемоги укріпив свої позиції та зміг здобути перемогу на загальних виборах в тому ж році, перемогу, яка напередодні війни вважалася неможливою.
Також «маленькою переможною війною» часто називають Другу Чеченську війну, яка дозволила Володимиру Путіну значно укріпити свою підтримку у суспільстві й перемогти на президентських виборах з нечуваною за пострадянських часів перевагою.